# Mirkliszki (rejon postawski)
Mirkliszki (biał. Мірклішкі; ros. Мирклишки) – wieś na Białorusi, w obwodzie witebskim, w rejonie postawskim, w sielsowiecie Komaje.

## Historia
W czasach zaborów folwark rządowy w gminie Huduciszki, w powiecie święciańskim, w guberni wileńskiej Imperium Rosyjskiego. W 1866 roku liczył 38 dusz rewizyjnych. W 1905 roku wieś liczyła 189 mieszkańców, 303 dziesięciny.
W dwudziestoleciu międzywojennym wieś leżała w Polsce, w województwie wileńskim, w powiecie święciańskim, w gminie Hoduciszki.
W 1931 w 39 domach zamieszkiwało 219 osób.
Wierni należeli do parafii rzymskokatolickiej w Hoduciszkach. Miejscowość podlegała pod Sąd Grodzki w Łyntupach i Okręgowy w Wilnie; właściwy urząd pocztowy mieścił się w Hoduciszkach.
W wyniku napaści ZSRR na Polskę we wrześniu 1939 miejscowość znalazła się pod okupacją sowiecką. 2 listopada została włączona do Białoruskiej SRR. Od czerwca 1941 roku pod okupacją niemiecką. W 1944 miejscowość została ponownie zajęta przez wojska sowieckie i włączona do obwodu witebskiego Białoruskiej SRR.
Od 1991 w składzie niepodległej Białorusi.